# Tour de Ski 2010-2011
Navigation
2009-2010 2011-2012
La 5e édition du Tour de Ski se déroule du 31 décembre 2010 au 9 janvier 2011. Cette compétition est intégrée à la Coupe du monde de ski de fond 2010-2011 et est organisée par la Fédération internationale de ski. Les huit étapes de ce Tour constituent un parcours entamé à Oberhof (Allemagne) avant de faire étape à Oberstdorf, à Toblach, Cortina d'Ampezzo et Val di Fiemme (Italie).

## Parcours et calendrier
Oberhof (Allemagne) :
- 31 décembre : prologue, technique libre, départ individuel, 2,5 km (femmes) et 3,75 km (hommes).
- 1er janvier : poursuite, technique classique, départ avec handicap, 10 km (femmes) et 15 km (hommes).
- 2 janvier : sprint, technique classique, qualifications puis finales, 1,2 km (hommes et femmes).

Oberstdorf (Allemagne) :
- 3 janvier : poursuite, technique classique et libre, départ en ligne, 10 km (femmes) et 20 km (hommes).

Toblach (Italie) :
- 5 janvier : sprint, technique libre, qualifications puis finales, 1,2 km (hommes et femmes).

Cortina d'Ampezzo vers Toblach (Italie) :
- 6 janvier : distance, technique libre, départ avec handicap, 15 km (femmes) et 35 km (hommes).

Val di Fiemme (Italie) :
- 8 janvier: distance, technique classique, départ en ligne, 10 km (femmes) et 20 km (hommes).
- 9 janvier: finale, technique libre, départ avec handicap, 9 km (femmes) et 9 km (hommes).

## Classement final
| Rang | Nom                | temps             |
| ---- | ------------------ | ----------------- |
| 1    | Dario Cologna      | 4 h 28 min 02 s 0 |
| 2    | Petter Northug     | 4 h 28 min 29 s 3 |
| 3    | Lukáš Bauer        | 4 h 29 min 46 s 1 |
| 4    | Curdin Perl        | 4 h 30 min 00 s 2 |
| 5    | Roland Clara       | 4 h 30 min 08 s 5 |
| 6    | Jean-Marc Gaillard | 4 h 30 min 29 s 5 |
| 7    | Devon Kershaw      | 4 h 30 min 33 s 7 |
| 8    | Martin Jaks        | 4 h 30 min 41 s 9 |
| 9    | Daniel Richardsson | 4 h 31 min 02 s 2 |
| 10   | Alex Harvey        | 4 h 31 min 11 s 2 |

| Rang | Nom                        | temps             |
| ---- | -------------------------- | ----------------- |
| 1    | Justyna Kowalczyk          | 2 h 47 min 31 s 0 |
| 2    | Therese Johaug             | 2 h 48 min 52 s 5 |
| 3    | Marianna Longa             | 2 h 50 min 11 s 7 |
| 4    | Arianna Follis             | 2 h 50 min 50 s 9 |
| 5    | Charlotte Kalla            | 2 h 51 min 58 s 7 |
| 6    | Petra Majdic               | 2 h 52 min 33 s 6 |
| 7    | Marthe Kristoffersen       | 2 h 52 min 40 s 0 |
| 8    | Krista Lähteenmäki         | 2 h 52 min 46 s 2 |
| 9    | Marte Elden                | 2 h 52 min 56 s 6 |
| 10   | Astrid Uhrenholdt Jacobsen | 2 h 53 min 28 s 9 |

## Évolution du classement

### Homme
| Étape                                            | Lieu                                             | Épreuve                                          | Date                                             | Vainqueur                                        | Deuxième                                         | Troisième                                        |
| Tour de Ski (31 décembre 2010 au 9 janvier 2011) | Tour de Ski (31 décembre 2010 au 9 janvier 2011) | Tour de Ski (31 décembre 2010 au 9 janvier 2011) | Tour de Ski (31 décembre 2010 au 9 janvier 2011) | Tour de Ski (31 décembre 2010 au 9 janvier 2011) | Tour de Ski (31 décembre 2010 au 9 janvier 2011) | Tour de Ski (31 décembre 2010 au 9 janvier 2011) |
| ------------------------------------------------ | ------------------------------------------------ | ------------------------------------------------ | ------------------------------------------------ | ------------------------------------------------ | ------------------------------------------------ | ------------------------------------------------ |
| 1                                                | Oberhof                                          | 3,75 km prologue libre                           | 31 décembre 2010                                 | Marcus Hellner                                   | Alexei Petukhov                                  | Petter Northug                                   |
| 2                                                | Oberhof                                          | 15 km classique départ avec handicap             | 1er janvier 2011                                 | Dario Cologna                                    | Devon Kershaw                                    | Alexander Legkov                                 |
| 3                                                | Oberstdorf                                       | 1,2 km sprint classique                          | 2 janvier 2011                                   | Emil Jönsson                                     | Devon Kershaw                                    | Dario Cologna                                    |
| 4                                                | Oberstdorf                                       | 20 km classique/libre départ en ligne            | 3 janvier 2011                                   | Matti Heikkinen                                  | Dario Cologna                                    | Martin Jaks                                      |
| 5                                                | Toblach                                          | 1,2 km sprint libre                              | 5 janvier 2011                                   | Devon Kershaw                                    | Dario Cologna                                    | Petter Northug                                   |
| 6                                                | Cortina vers Toblach                             | 35 km libre, départ avec handicap                | 6 janvier 2011                                   | Dario Cologna                                    | Marcus Hellner                                   | Petter Northug                                   |
| 7                                                | Val di Fiemme                                    | 20 km classique, départ en ligne                 | 8 janvier 2011                                   | Petter Northug                                   | Dario Cologna                                    | Devon Kershaw                                    |
| 8                                                | Val di Fiemme                                    | 9 km libre, départ avec handicap                 | 9 janvier 2011                                   | Lukáš Bauer                                      | Roland Clara                                     | Curdin Perl                                      |

### Femme
| Étape                                            | Lieu                                             | Épreuve                                          | Date                                             | Vainqueur                                        | Deuxième                                         | Troisième                                        |
| Tour de Ski (31 décembre 2010 au 9 janvier 2011) | Tour de Ski (31 décembre 2010 au 9 janvier 2011) | Tour de Ski (31 décembre 2010 au 9 janvier 2011) | Tour de Ski (31 décembre 2010 au 9 janvier 2011) | Tour de Ski (31 décembre 2010 au 9 janvier 2011) | Tour de Ski (31 décembre 2010 au 9 janvier 2011) | Tour de Ski (31 décembre 2010 au 9 janvier 2011) |
| ------------------------------------------------ | ------------------------------------------------ | ------------------------------------------------ | ------------------------------------------------ | ------------------------------------------------ | ------------------------------------------------ | ------------------------------------------------ |
| 1                                                | Oberhof                                          | 2,5 km prologue libre                            | 31 décembre 2010                                 | Justyna Kowalczyk                                | Charlotte Kalla                                  | Astrid Uhrenholdt Jacobsen                       |
| 2                                                | Oberhof                                          | 10 km classique départ avec handicap             | 1er janvier 2011                                 | Justyna Kowalczyk                                | Krista Lähteenmäki                               | Marianna Longa                                   |
| 3                                                | Oberstdorf                                       | 1,2 km sprint classique                          | 2 janvier 2011                                   | Petra Majdič                                     | Justyna Kowalczyk                                | Astrid Uhrenholdt Jacobsen                       |
| 4                                                | Oberstdorf                                       | 10 km classique/libre départ en ligne            | 3 janvier 2011                                   | Anna Haag                                        | Charlotte Kalla                                  | Marthe Kristoffersen                             |
| 5                                                | Toblach                                          | 1,2 km sprint libre                              | 5 janvier 2011                                   | Petra Majdič                                     | Arianna Follis                                   | Magda Genuin                                     |
| 6                                                | Cortina vers Toblach                             | 15 km libre, départ avec handicap                | 6 janvier 2011                                   | Justyna Kowalczyk                                | Arianna Follis                                   | Marianna Longa                                   |
| 7                                                | Val di Fiemme                                    | 10 km classique, départ en ligne                 | 8 janvier 2011                                   | Justyna Kowalczyk                                | Therese Johaug                                   | Marianna Longa                                   |
| 8                                                | Val di Fiemme                                    | 9 km libre, départ avec handicap                 | 9 janvier 2011                                   | Therese Johaug                                   | Marte Elden                                      | Marthe Kristoffersen                             |